# 庆州 (渤海国)
庆州，渤海国设置的州。
庆州本濊貊地，治所在龙原县（今吉林省珲春市市区西的八连城），本栅城地，高句丽为龙原县。辖龙原、永安（吉林省珲春市市区西北的英安镇）、壁谷（约在今吉林省珲春市东北端春化镇境内）三县。庆州属东京龙原府，龙原府就治庆州。785年-794年一度为渤海国首都。龙原府下辖庆州、穆州、盐州（俄罗斯扎鲁比诺）。辽国灭渤海，将龙原府庆州迁到今辽宁省凤城市，改称开州镇国军，龙原县改为开远县。